# Circungono

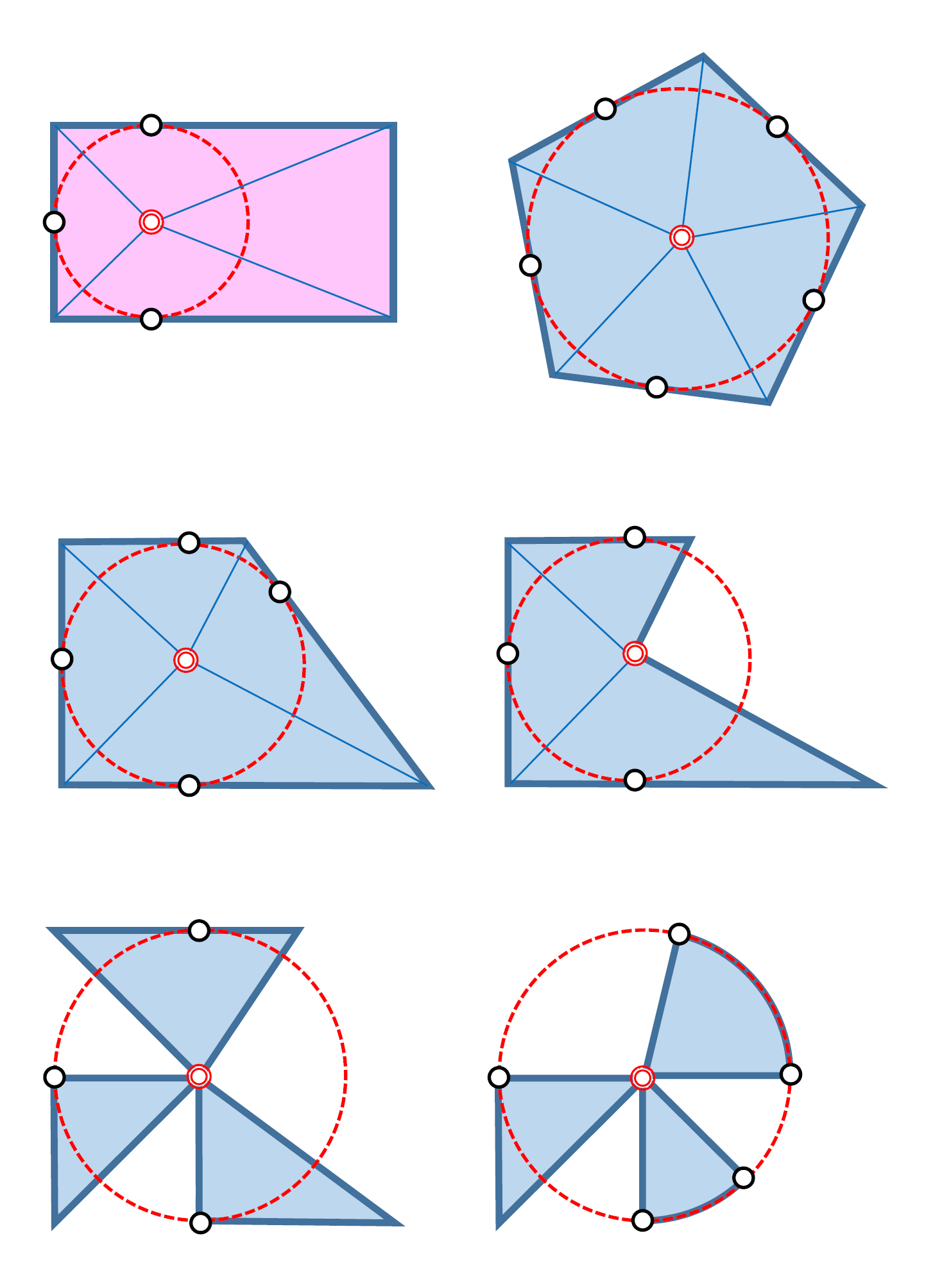
Distintos tipos de circungonos. Como contraejemplo, en la figura aparece un rectángulo, que no se ajusta a la definición de circungono porque no es posible que todos sus lados sean tangentes al mismo círculo.

En matemáticas y particularmente en geometría, un circungono es una figura geométrica que circunscribe una circunferencia, en el sentido de que es la unión de los bordes exteriores de triángulos no superpuestos, cada uno de los cuales tiene un vértice en el centro de una circunferencia y el lado opuesto en una recta que es tangente a la misma.: p. 855  Se permite el caso límite en el que una parte o la totalidad del circungono es un arco circular. Una región circungonal es la unión de un conjunto de estas regiones triangulares.

## Concepto
Cada triángulo es una región circungonal por sí mismo, dado que siempre circunscribe a su propia circunferencia inscrita. Cada cuadrado también es una región circungonal. De hecho, cada polígono regular es una región circungonal, como de forma más general lo es cada polígono tangencial. Pero no todos los polígonos son una región circungonal: por ejemplo, un rectángulo no lo es. Una región circungonal no necesita ser un polígono convexo: por ejemplo, podría consistir en tres cuñas triangulares que se encuentran solo en el centro del círculo.
Todos los circungonos tienen propiedades comunes con respecto a las relaciones área-perímetro y sus centroides. Son estas propiedades las que hacen que sean objeto de interesantes estudios en geometría elemental.

## Historia
El concepto de circungono, el análisis de sus propiedades y de su terminología asociada, fueron introducidos e investigados en primer lugar por Tom Mike Apostol y Mamikon Mnatsakanian en un artículo publicado en 2004.

## Propiedades
|  | Cualquier triángulo se puede considerar circungonal con respecto a su círculo inscrito. Si además, todos sus ángulos son agudos (menores de 90 grados), se puede considerar circungonal con respecto a otras tres circunferencias. En el primer caso, el triángulo es la unión de los tres subtriángulos elementales que comparten el centro de la circunferencia. Para los otros tres círculos, el propio triángulo en su totalidad es un triángulo elemental circungonal |

Dado un circungono, la circunferencia que lo circunda se llama el "incírculo" del circungono, el radio del círculo se llama el "inradio", y su centro se llama el "incentro".
- El área de una región circungonal es igual a la mitad del producto de su perímetro (la longitud total de los bordes exteriores) multiplicado por su radio.
- El vector GA que une el incentro y el baricentro del área de una región circungonal; y el vector GB que une incentro con el baricentro de sus lados tangentes (las líneas que forman su borde externo), guardan la relación:

{\displaystyle G_{B}={\tfrac {3}{2}}G_{A}.}
Por lo tanto, los dos baricentros y el incentro son colineales.

### Ejemplo numérico

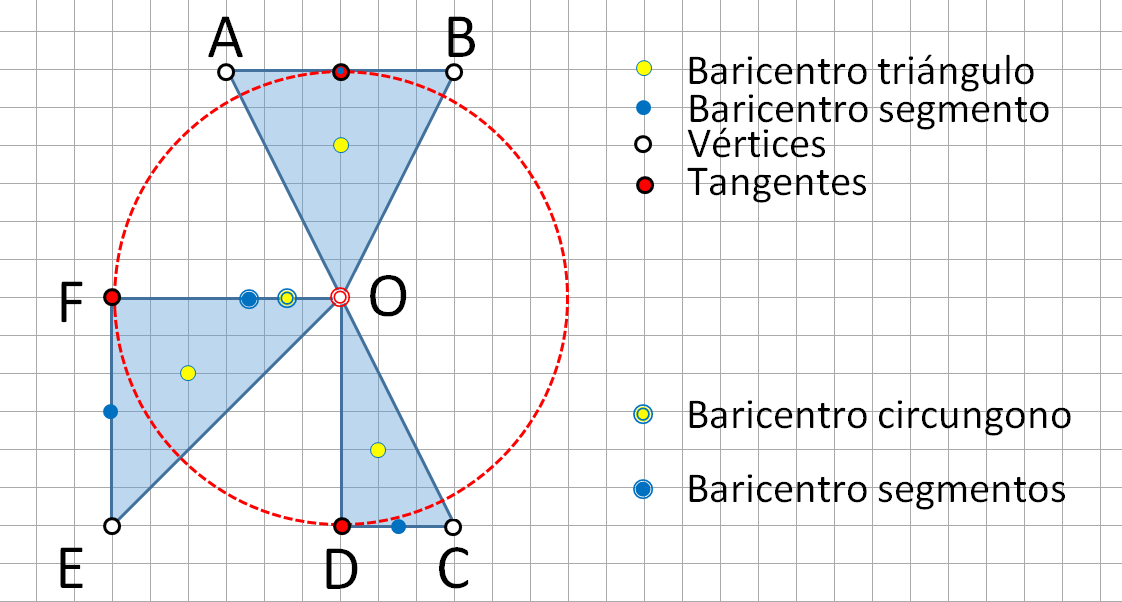
Puntos singulares de un circungono

Sea un circungono formado por tres triángulos, cuyos vértices tienen las coordenadas siguientes:
| O = (0,0) | A = (-3,6) | B = (3,6) | C = (3, -6) | D = (0,6) | E = (-6,-6) | F = (-6,0) |
Se va a calcular:
- El baricentro del área del circungono (GA)
- El baricentro de sus lados exteriores a la circunferencia (GB)

Y se va a comprobar que:
- Ambos baricentros son colineales con respecto al centro de la circunferencia
- Los vectores que unen los dos baricentros con el incentro guardan la proporción 3/2

Cálculo de GA:

Para calcular el baricentro del circungono, se calculan los baricentros de los tres triángulos, y a continuación se hace la media ponderada según sus áreas. Para el cálculo del baricentro de cada triángulo, se utiliza la conocida fórmula según la cual el centro de gravedad se obtiene mediante la media aritmética de las coordenadas de sus tres vértices, con las x,, por un lado y las y,, por otro:
CG OAB = ( (0-3+3)/3 , (0+6+6)/3 ) = ( 0 , 4)  || Área OAB = 6·6/2 = 18
CG OCD = ( (0+3+0)/3 , (0-6-6)/3 ) = ( 1 ,-4)  || Área OCD = 3·6/2 =  9
CG OEF = ( (0-6-6)/3 , (0-6+0)/3 ) = (-4 ,-2)  || Área OEF = 6·6/2 = 18
Realizando la media ponderada según las áreas asociadas a las coordenadas de cada baricentro, se obtienen las coordenadas del centro de gravedad de la figura total GA:
GA = ( (0·18+1·9-4·18)/(18+9+18) , (4·18-4·9-2·18)/(18+9+18) ) = (-63/45 , 0/45) = (-7/5 , 0 ) = (-1.4 , 0)
Cálculo de GB:

Para calcular el baricentro de cada segmento tangente al circungono, se calculan sus baricentros (coincidentes con sus puntos medios), y a continuación se hace la media ponderada según sus longitudes. Para el cálculo del baricentro de cada segmento, se utiliza la conocida fórmula según la cual el centro de gravedad se obtiene mediante la media aritmética de las coordenadas de sus dos vértices, con las x,, por un lado y las y,, por otro:
CG AB = ( ( 3-3)/2 , ( 6+6)/2 ) = ( 0   , 6)  || Long AB = 6
CG CD = ( ( 3+0)/2 , (-6-6)/2 ) = ( 1.5 ,-6)  || Long CD = 3
CG EF = ( (-6-6)/2 , (-6+0)/2 ) = (-6   ,-3)  || Long EF = 6
Realizando la media ponderada según las longitudes asociadas a las coordenadas de cada baricentro, se obtienen las coordenadas de GB:
GB = ( (0·6+1.5·3-6·6)/(6+3+6) , (6·6-6·3-3·6)/(6+3+6) ) = (-31.5/15 , 0/15) = (-10.5/5 , 0 ) = (-2.1 , 0)
Comprobación:

Es inmediato comprobar que el vector OGA · 3/2 = (-1.4 , 0) · 3/2 = (-2.1 , 0) = OGB, de acuerdo con la mencionada propiedad de los circungonos.